# Silent dance
Silent dance is het debuutalbum van Solstice

## Inleiding
Solstice kwam op in de tijd dat de progressieve rock het moeilijk had. Het publiek onder de invloed van punk had genoeg van lange soli en zweverige thema’s in de teksten. Een aantal bands probeerde het genre met wisselend succes levend te houden; de bekendst overgebleven band uit die tijd is Marillion. Solstice kwam met Silent dance met progressieve rock die vocaal toch vooral lijkt op die van Yes met zanger Jon Anderson, Renaissance (vrouwelijke zanger) en Kansas (vioolpartijen). Het album werd uitgebracht door een piepklein platenlabel Equinox Records onder catalogus nummer 1; van het label zijn geen andere titels bekend.
Opnamen vonden plaats in de Isle of Light Studio in Boyton (Cornwall). Muziekproducent was Nigel Mazlyn Jones uit het folkcircuit.
Solstice dook daarna de anonimiteit weer in. In 1991 kwam er een eerste heruitgave van het album; een teken dat er toch belangstelling was gebleven van hun muziek. Nu kwam het uit via Progressieve Records; iets groter, maar geen garantie voor een groter publiek. Dat kwam pas na het tweede album New life uit 1993 via Progressive Records.

## Musici
- Andy Glass – gitaar, achtergrondzang
- Marc Elton – viool, achtergrondzang, toetsinstrumenten
- Mark Hawkins – basgitaar, baspedalen
- Martin Wright – drumstel, percussie
- Sandy Leigh – zang

Met Margaret Phillips – Fender Rhodes op Earthsong en Find yourself.

## Muziek
| Nr. | Titel                       | Duur |
| --- | --------------------------- | ---- |
| 1.  | Peace (Solstice)            | 6:30 |
| 2.  | Earthsong (Solstice)        | 6:38 |
| 3.  | Sunrise (Solstice)          | 4:06 |
| 4.  | Return of spring (Solstice) | 4:53 |
| 5.  | Cheyenne (Solstice)         | 5:59 |
| 6.  | Brave new world (Solstice)  | 8:47 |
| 7.  | Find yourself (Solstice)    | 6:01 |

## Nasleep
Solstice zou nooit doorbreken naar het grote publiek, daarvoor was en is hun muziek te niche-achtig. Bekendheid bleef alleen binnen de progressieve rock en folk. Ook na 1991 kwamen er regelmatig heruitgaven van dit album.